# جيمي روزاريو
جيمي روزاريو (بالإنجليزية: Jimmy Rosario)‏ هو لاعب كرة قاعدة أمريكي، ولد في 5 مايو 1945 في بايامون في الولايات المتحدة.

## وصلات خارجية
- جيمي روزاريو على موقع الدوري الياباني لكرة القاعدة (الإنجليزية)
- جيمي روزاريو على موقعبيزبول رفرنس.كوم (الدوري الرئيسي) (الإنجليزية)
- جيمي روزاريو على موقعبيزبول رفرنس.كوم (الدوري الثانوي) (الإنجليزية)
- جيمي روزاريو على موقع إي إس بي إن.كوم (أم.أل.بي) (الإنجليزية)
- جيمي روزاريو على موقع مشجعي الرسوم البيانية (الإنجليزية)